# Francis Glisson
Francis Glisson (1597 - 14 octobre 1677) est un médecin et anatomiste britannique auteur de plusieurs ouvrages médicaux. Il est notamment connu pour son travail sur le foie, sur le rachitisme et en physiologie.

## Biographie
Né à Bristol, il étudie à Rampisham, un village du Dorset, et au Gonville and Caius College à Cambridge. Devenu maître ès art en 1624, il poursuit ses études à Oxford où il obtient le titre de docteur en médecine en 1634. Il exerce à Colchester pendant la guerre civile, puis occupe un temps la chaire d'anatomie du Collège des médecins à Londres. Éponyme bien connu, il a donné son nom à la capsule fibreuse du foie. Il occupe la fonction de professeur de médecine (en) à Cambridge pendant 40 ans. Il meurt à Londres,.

## Travaux
Il effectue un travail important sur l'anatomie du foie et écrit un texte pionnier le rachitisme. Il démystifie la théorie fluidique de la contraction musculaire en montrant que lorsqu'un muscle se contracte sous l'eau, le niveau d'eau ne monte pas, ce qui montre qu'aucun fluide n'entre dans le muscle.
Il théorise l'idée que l'irritabilité est une propriété intrinsèque des fibres. Introduite dans le Anatomia Hepatis de 1654 et développée dans le Tractatus de ventriculo et intestinis de 1677, l'irritabilité physiologique est définie comme une force interne d'action et de réaction indépendante de la conscience,.
En 1654, l'irritation reste comprise comme une mise en éveil des nerfs, tandis qu'en 1677, Glisson la caractérise comme une perception inconsciente indépendante du système nerveux. Cette conception connaît un succès notable, ainsi que l’atteste sa fortune chez Albrecht von Haller et les médecins de l'école de Montpellier. La philosophie  de Glisson, notamment développée dans le Tractatus de Natura Substantiae Energetica, s'inscrit dans un rejet du dualisme cartésien séparant l'âme du corps comme de la scolastique qui opère une distinction radicale entre matière inerte et matière vivante.

## Publications
- De rachitide sive Morbo puerili, qui vulgo The Rickets dicitur, tractatus, Londres, G. Du-gard de L. & R. Beaumont Sadler, 1650
- Tractatus de Anatomia Hepatis, Londres, Pullein, 1654
- Tractatus de natura substantiae energetica, seu de vita naturae ejusque tribus primis facultatibus I. perceptiva, II. appetitiva, et III. motiva, Londres, Brome, 1672
- Tractatus de ventriculo et intestinis, cui premittitur alius de partibus continentibus in genere, et in specie de iis abdominis, Amsterdam, 1677